# CONCACAF Champions Cup 2007
De CONCACAF Champions Cup 2007 was de 42e editie van dit voetbaltoernooi voor clubs die door de CONCACAF werd georganiseerd.
CF Pachuca nam als winnaar van dit continentaal toernooi deel aan het Wereldkampioenschap voetbal voor clubs 2007.

## Wedstrijden

### Kwartfinale
|                           |                                       |       |                     |                                                                               |
| 22 februari 2007 20:05 CT | CF Pachuca                            | 2 – 0 | Deportivo Marquense | Estadio Hidalgo Pachuca, Hidalgo, Mexico Attendance: Referee: Edgar Rodriguez |
| 22 februari 2007 20:05 CT | Marvin Cabrera 13' Damian Alvarez 58' |       |                     | Estadio Hidalgo Pachuca, Hidalgo, Mexico Attendance: Referee: Edgar Rodriguez |

|                           |                     |                       |            |                                                                                                   |
| 28 februari 2007 18:15 CT | Deportivo Marquense | 0 – 1                 | CF Pachuca | Estadio Marquesa de la Ensenada San Marcos, Guatemala Attendance: 5,720 Referee: Ricardo Zelaya ( |
| 28 februari 2007 18:15 CT |                     | Luis Ángel Landín 17' |            | Estadio Marquesa de la Ensenada San Marcos, Guatemala Attendance: 5,720 Referee: Ricardo Zelaya ( |

CF Pachuca wint met 3-0 over twee wedstrijden.
|                           |                    |       |                    |                                                                                 |
| 21 februari 2007 13:35 CT | Puntarenas FC      | 1 – 0 | Houston Dynamo     | Estadio Lito Pérez Puntarenas, Costa Rica Attendance: Referee: German Arredondo |
| 21 februari 2007 13:35 CT | Kurt Bernard 90+2' |       | Eddie Robinson 71' | Estadio Lito Pérez Puntarenas, Costa Rica Attendance: Referee: German Arredondo |

|                       |                                  |       |               |                                                                                              |
| 1 maart 2007 20:05 CT | Houston Dynamo                   | 2 – 0 | Puntarenas FC | Aggie Soccer Stadium College Station, Texas, USA Attendance: 4.286 Referee: Benito Archundia |
| 1 maart 2007 20:05 CT | Paul Dalglish 27' Kelly Gray 74' |       |               | Aggie Soccer Stadium College Station, Texas, USA Attendance: 4.286 Referee: Benito Archundia |

Houston Dynamo wint met 2-1 over twee wedstrijden.
|                           |                                                             |       |                |                                                                                                  |
| 13 februari 2007 20:05 ET | W Connection                                                | 2 – 1 | CD Guadalajara | Manny Ramjohn Stadium Marabella, Trinidad en Tobago Attendance: 4.000 Referee: Courtney Campbell |
| 13 februari 2007 20:05 ET | Earl Jean 79' Jose Luis Seabra 86' Jan-Michael Williams 21' |       | Omar Bravo 61' | Manny Ramjohn Stadium Marabella, Trinidad en Tobago Attendance: 4.000 Referee: Courtney Campbell |

|                           |                                              |         |              |                                                                                      |
| 28 februari 2007 20:45 CT | CD Guadalajara                               | 3 – 0   | W Connection | Estadio Jalisco Guadalajara, Jalisco, Mexico Attendance: 30.000 Referee: Jose Pineda |
| 28 februari 2007 20:45 CT | Sergio Santana 21' , 46' Adolfo Bautista 74' | Verslag |              | Estadio Jalisco Guadalajara, Jalisco, Mexico Attendance: 30.000 Referee: Jose Pineda |

CD Guadalajara wint met 4-2 over twee wedstrijden.
|                           |                         |       |                                                               |                                                                                       |
| 21 februari 2007 20:00 CT | CD Olimpia              | 1 – 4 | DC United                                                     | Estadio Tiburcio Carias Andino Tegucigalpa, Honduras Attendance: Referee: Jorge Gasso |
| 21 februari 2007 20:00 CT | Juan Manuel Cárcamo 34' |       | Christian Gomez 31', 59' Luciano Emilio 45' Facundo Erpen 84' | Estadio Tiburcio Carias Andino Tegucigalpa, Honduras Attendance: Referee: Jorge Gasso |

|                       |                                                    |         |                                          |                                                                              |
| 1 maart 2007 19:05 ET | DC United                                          | 3 – 2   | CD Olimpia                               | RFK Stadium Washington, D.C, USA Attendance: 8.181 Referee: Mauricio Navarro |
| 1 maart 2007 19:05 ET | Luciano Emilio 37', 84' Christian Gomez 49' (pen.) | Verslag | Hendry Thomas 30' (pen.) Jose Pacini 75' | RFK Stadium Washington, D.C, USA Attendance: 8.181 Referee: Mauricio Navarro |

DC United wint met 7-3 over twee wedstrijden.

### Halve finale
|                        |                                       |         |            |                                                                               |
| 15 maart 2007 19:30 CT | Houston Dynamo                        | 2 – 0   | CF Pachuca | Robertson Stadium Houston, Texas, USA Attendance: 13.007 Referee: Neal Brizan |
| 15 maart 2007 19:30 CT | Brian Ching 57' Chris Wondolowski 84' | Verslag |            | Robertson Stadium Houston, Texas, USA Attendance: 13.007 Referee: Neal Brizan |

|                       |                                                                         |          |                                  |                                                                                       |
| 5 april 2007 18:35 CT | CF Pachuca                                                              | 5 – 2 nv | Houston Dynamo                   | Estadio Hidalgo Pachuca, Hidalgo, Mexico Attendance: 30.000 Referee: Mauricio Navarro |
| 5 april 2007 18:35 CT | Gabriel Caballero 4'', 86' Christian Giménez 15' (pen.) 58' (pen.) 105' | Verslag  | Brian Mullan 53' Brian Ching 79' | Estadio Hidalgo Pachuca, Hidalgo, Mexico Attendance: 30.000 Referee: Mauricio Navarro |

CF Pachuca wint met 5-4 over twee wedstrijden
|                        |                      |         |                |                                                                              |
| 15 maart 2007 20:00 ET | DC United            | 1 – 1   | CD Guadalajara | RFK Stadium Washington D.C., USA Attendance: 26.528 Referee: Silviu Petrescu |
| 15 maart 2007 20:00 ET | Luciano Emilio 90+1' | Verslag | Omar Bravo 63' | RFK Stadium Washington D.C., USA Attendance: 26.528 Referee: Silviu Petrescu |

|                       |                                        |         |                  |                                                                                         |
| 3 april 2007 20:30 CT | CD Guadalajara                         | 2 – 1   | DC United        | Estadio Jalisco Guadalajara, Jalisco, Mexico Attendance: 30,000 Referee: Roberto Moreno |
| 3 april 2007 20:30 CT | Adolfo Bautista 42' Gonzalo Pineda 52' | Verslag | Jaime Moreno 36' | Estadio Jalisco Guadalajara, Jalisco, Mexico Attendance: 30,000 Referee: Roberto Moreno |

CD Guadalajara wint met 3-2 over twee wedstrijden.

### Finale
|               |                               |       |                                          |                                                                                    |
| 18 april 2007 | CD Guadalajara                | 2 – 2 | CF Pachuca                               | Estadio Jalisco, Guadalajara Toeschouwers: 40.000 Scheidsrechter: Germán Arredondo |
| 18 april 2007 | Omar Bravo 43' Omar Bravo 66' |       | 21' Juan Carlos Cacho 82' Marvin Cabrera | Estadio Jalisco, Guadalajara Toeschouwers: 40.000 Scheidsrechter: Germán Arredondo |

|               | |       |                                                                                                 |                                                                                |
| 25 april 2007 | CF Pachuca | 0 – 0 | CD Guadalajara                                                                                  | Estadio Hidalgo, Pachuca Toeschouwers: 30.000 Scheidsrechter: Benito Archundia |
| 25 april 2007 | |       |                                                                                                 | Estadio Hidalgo, Pachuca Toeschouwers: 30.000 Scheidsrechter: Benito Archundia |
| 25 april 2007 | Strafschoppen |       |                                                                                                 | Estadio Hidalgo, Pachuca Toeschouwers: 30.000 Scheidsrechter: Benito Archundia |
| 25 april 2007 | Damián Álvarez Andrés Chitiva Christian Giménez Gerardo Rodríguez Fernando Salazar Leobardo López Luis Ángel Landín | 7–6   | Omar Bravo Omar Esparza Diego Martínez Edgar Mejia Gonzalo Pineda Jonny Magallon Alberto Medina | Estadio Hidalgo, Pachuca Toeschouwers: 30.000 Scheidsrechter: Benito Archundia |

Champions Cup: 1962 · 1963 · 1964 · 1965 · 1967 · 1968 · 1969 · 1970 · 1971 · 1972 · 1973 · 1974 · 1975 · 1976 · 1977 · 1978 · 1979 · 1980 · 1981 · 1982 · 1983 · 1984 · 1985 · 1986 · 1987 · 1988 · 1989 · 1990 · 1991 · 1992 · 1993 · 1994 · 1995 · 1996 · 1997 · 1998 · 1999 · 2000 · 2002 · 2003 · 2004 · 2005 · 2006 · 2007 · 2008 

Champions League: 2008/09 · 2009/10 · 2010/11 · 2011/12 · 2012/13 · 2013/14 · 2014/15 · 2015/16 · 2016/17 · 2018 · 2019 · 2020 · 2021 · 2022 · 2023